# KOUGA
KOUGA（コウガ、1993年8月18日 - ）は、日本の作曲家、編曲家。テレビ朝日ミュージック所属。

## 楽曲提供
- 蒼井翔太
  - ココに（2017年、作曲・編曲・ストリングスアレンジ）
- 麻倉もも
  - トクベツいちばん!!!（2017年、作曲・編曲）
- あんさんぶるスターズ!
  - BREAKTHROUGH!（2017年、作曲・編曲）
  - Starlight of Feith （2023年、作曲・編曲）
- 岡咲美保
  - Maybeヒロイン（2023年、作曲・編曲[1]）
- 小片リサ
  - 雨音はショパンの調べ（2021年、編曲）
- 超特急
  - Peace of LOVE（2016年、作曲・編曲）
  - Always You（2016年、作曲・編曲）
  - a kind of love（2018年、作曲）
  - You know, I know（2018年、作曲・編曲）
  - 8号車との歌（2018年、作曲・編曲）
  - Drawイッパツ!（2019年、作詞・作曲・編曲）
- ハロー!プロジェクト関連
  - アンジュルム
    - 鏡の国のひねくれクイーン（2019年、作曲・編曲）
    - 私を創るのは私（2019年、作曲・編曲）
    - 初恋、花冷え（2024年、作曲・編曲）
    - うれしいのにね、泣けちゃうわ（2024年、作曲・編曲）

  - カントリー・ガールズ
    - 傘をさす先輩（2018年、作曲・編曲）

  - ℃-ute
    - 我武者LIFE（2015年、作曲）

  - こぶしファクトリー
    - 好きかもしれない（2019年、作曲）

  - Juice=Juice
    - 微炭酸（2019年、作曲・編曲）
    - Good bye & Good luck!（2019年、作曲）
    - 25歳永遠説（2019年、作曲・編曲）
    - がんばれないよ（2021年、作曲・編曲）
    - 初恋の亡霊（2025年、作曲）
    - 四の五の言わず颯(さっ)と別れてあげた（2025年、作曲）

  - つばきファクトリー
    - 青春まんまんなか!（2015年、作曲）
    - ハナモヨウ（2017年、作曲・編曲）
    - 雪のプラネタリウム（2018年、作曲・編曲）
    - 意識高い乙女のジレンマ（2020年、作曲）
    - スキップ・スキップ・スキップ（2023年、作曲）
    - 七分咲きのつづき（2024年、作曲・編曲）
    - 雨宿りのエピローグ（2024年、作曲・編曲）

  - ハロプロ研修生
    - Rainbow（2018年、作曲・編曲）

  - ロージークロニクル
    - ウブとズル（2025年、作曲）
- hitomi
  - 夢運んだランドセル（2017年、作曲・編曲）
- 水瀬いのり
  - Starry Wish（2016年、作曲・編曲）
  - Innocent flower（2017年、作曲・編曲）
- 宮本佳林
  - Happy Days（2022年、作曲）
- やなわらばー
  - あなたのことが知りたくて（2016年、編曲）
- 山崎育三郎
  - TOKYO（2018年、作曲・編曲）
  - こどもこころ（2018年、作曲・編曲）
- 悠木碧
  - ふわふわらびっと（2019年、作曲・編曲）